# メキシコの映画
メキシコの映画（メキシコのえいが、スペイン語: Cine mexicano）は、メキシコ合衆国の資本・人材で製作された映画群とその歴史である。メキシコ映画の歴史は、20世紀初頭にさかのぼり、当時のニューメディアである映画に熱狂した人物たちが歴史的な事件、とくにメキシコ革命（1910年 - 1940年）を記録し、ドキュメンタリー映画を製作したことに始まる。初期の映画群は1世紀近く経過して、再発見されている。

## 1896年 - 1929年: サイレント時代
メキシコにおけるサイレント映画の産業は、確かに映画を製作していた。しかしながら、そのほとんどは1920年代までにすでに散逸し、記録もほとんど残っていない。映画史家のジム・モーラによれば、同国での最初の「活動写真」は、1895年（明治28年）、トーマス・エジソンのキネトスコープを使用して上映されたという。オーギュスト・リュミエールがシネマトグラフ映写機を導入したのはその1年後であった。首都における最初の映画興行は、万国共通の1分間映画、『カード遊びをする人々』、『列車の到着』、『魔法の帽子』であった。。

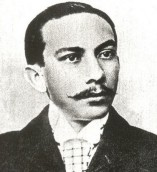
1921年のサルヴァドール・トスカノ。

初期の映画製作の起源は、いずれもサルヴァドール・トスカノとの協力によるものである。トスカノが手がけた同国の最初のフィクション劇映画は、ドン・ファンの物語を映画化した『ドン・ファン・テノリーオ』であった。メキシコ革命の間、トスカノはその闘争をフィルムに記録した。このフィルム断片は、1950年（昭和25年）に、トスカノの娘が編集し、長尺のドキュメンタリー映画として完成している。フランスの映画作家たちが、短篇映画をつくり、あるいは、彼らの影響の下にメキシコで製作された。
1906年（明治39年）までに、メキシコシティには、16軒の映画サロンが開かれ、同国での映画の大衆化に寄与した。1908年（明治41年）には政治的な映画が登場し、現代の表現で言えばプロパガンダと呼べるような映画も存在した。意義深い戦闘はフィルムに撮られ、革命の期間中、大いに広められた。映画館は、メキシコ人の興奮に満たされた。

## 1930年代 - 1950年代: 黄金時代
en:Golden Age of Mexican cinema
1930年代には、ひとたびの平和と政治の安定が達成されたことを背景に、メキシコにおける映画は隆盛を極めた。アメリカ合衆国のハリウッドの映画界は、ラテン・アメリカ諸国のためのスペイン語映画を製作する試みは、ヒスパニック系の俳優の組み合わせが、メキシコの人々にとってあまり親しみのないアクセントであったことで失敗していた。1930年（昭和5年）に、ソビエト連邦の映画監督セルゲイ・エイゼンシュテインがメキシコを訪問したことによる影響、および勇気づけが、初期のメキシコ映画人たちにもたらしたものは重要である。

## 1960年代 - 1980年代
1960年代 - 1970年代のメキシコ映画は、ホラー映画とアクション映画の時代であった。

## 1990年代 -: ヌエーヴォ・シネ・メヒカーノ
en:Nuevo Cine Mexicano
1990年（平成2年）以降のメキシコ映画は、「ヌエーヴォ・シネ・メヒカーノ」の時代と呼ばれている。

## 人的資源

### アメリカ映画におけるメキシコ映画人

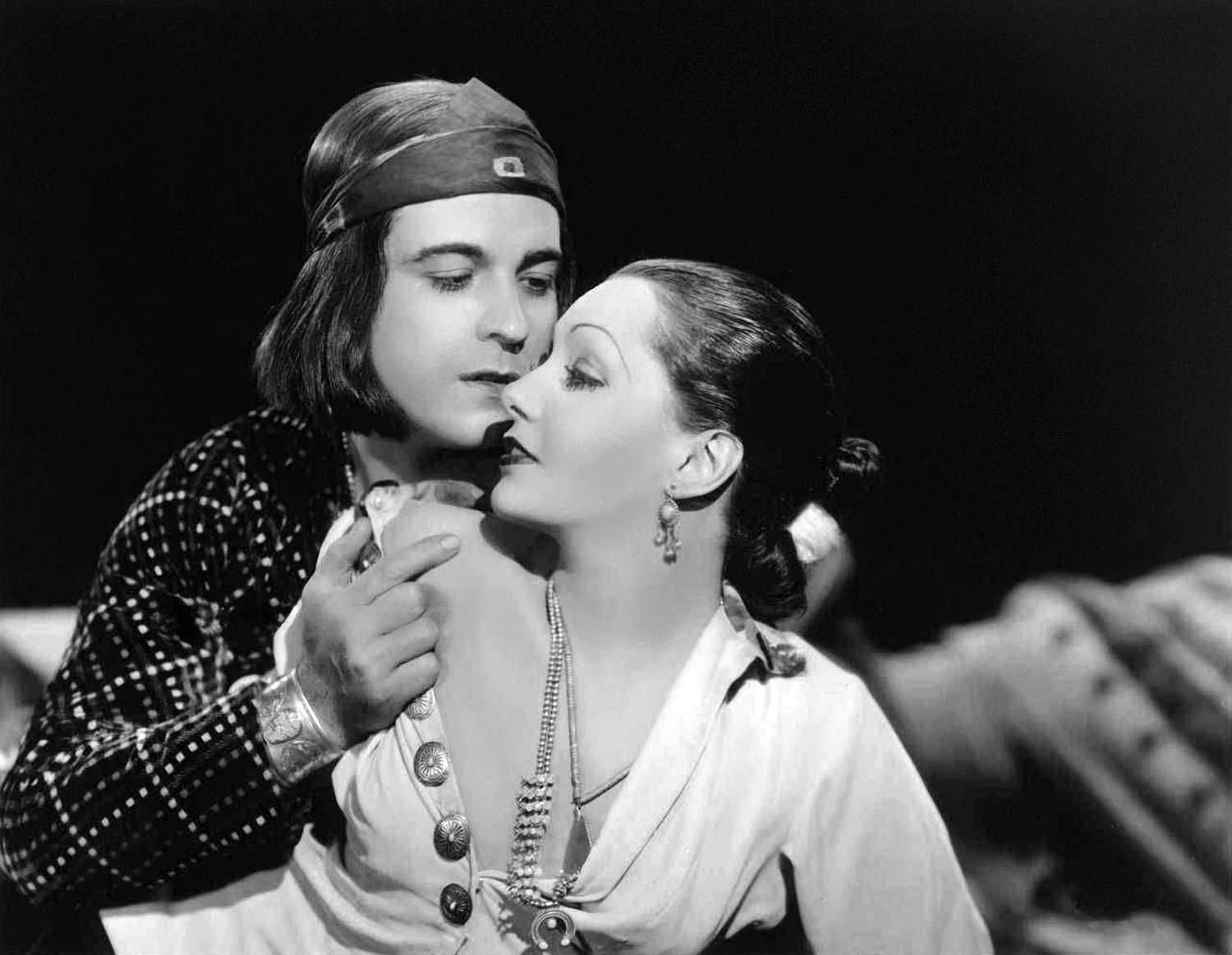
ラモン・ナヴァロとルーペ・ヴェレス。

- ラモン・ナヴァロ （en:Ramón Novarro）
- ドロレス・デル・リオ （en:Dolores del Río）
- ルーペ・ヴェレス （en:Lupe Vélez）
- ギルバート・ローランド （en:Gilbert Roland）
- ペドロ・アルメンダリス （en:Pedro Armendáriz）
- ケティ・フラド （en:Katy Jurado, メキシコ初のアカデミー賞ノミネート女優）
- リカルド・モンタルバン （en:Ricardo Montalbán）
- ガブリエル・フィゲロア （en:Gabriel Figueroa）
- ガエル・ガルシア・ベルナル （en:Gael García Bernal）
- サルマ・ハエック （en:Salma Hayek）
- アルフォンソ・キュアロン （en:Alfonso Cuarón）
- アレハンドロ・ゴンサレス・イニャリトゥ （en:Alejandro González Iñárritu）
- ギレルモ・デル・トロ （en:Guillermo del Toro）
- ロドリゴ・プリエト （en:Rodrigo Prieto）
- ヘナー・ホフマン （en:Henner Hofmann）
- エマニュエル・ルベツキ （en:Emmanuel Lubezki）
- エリック・スタール （en:Cinema of Mexico#Erik Stahl）

### メキシコ映画人

#### 俳優・女優
| - カンティンフラス （Mario Moreno "Cantinflas"） - ドロレス・デル・リオ （en:Dolores del Río） - アンヘリカ・マリア （en:Angelica Maria） - アンヘリカ・ヴァーレ （en:Angelica Vale） - ルーペ・ヴェレス （en:Lupe Vélez） - ルピタ・トヴァル （en:Lupita Tovar） - アンドレア・パルマ （Andrea Palma） - ティトー・ギザール （en:Tito Guízar） - エスター・フェルナンデス （en:Esther Fernández） - ホルヘ・ネグレーテ （en:Jorge Negrete） - マリア・フェリックス （en:María Félix） - ケティ・フラド （en:Katy Jurado） - マリア・エレナ・マルケス （en:María Elena Marqués） - ペドロ・インファンテ （en:Pedro Infante） - エヴィータ・ムニョス （en:Evita Muñoz "Chachita"） - アントニオ・アギーラ・バラッザ （en:Antonio Aguilar Barraza） - ディエゴ・ルナ （en:Diego Luna） - サルマ・ハエック （en:Salma Hayek） - アンソニー・クイン （en:Anthony Quinn） - ガエル・ガルシア・ベルナル （en:Gael Garcia Bernal） - アドリアナ・バラッザ （en:Adriana Barraza） - エウラリオ・ゴンザレス （Eulalio González "Piporro"） - ヘルマン・ヴァルデス （Germán Valdés "Tin-Tan"） | - エル・サント （Rodolfo Guzmán Huerta "El Santo"） - マウリシオ・ガルセス （en:Mauricio Garcés） - リカルド・モンタルバン （en:Ricardo Montalban） - ギルバート・ローランド （en:Gilbert Roland） - ラモン・ナヴァロ （en:Ramon Novarro） - ホアキン・パルダヴェ （en:Joaquín Pardavé） - アルトゥーロ・デ・コルドヴァ （en:Arturo de Córdova） - イグナシオ・ロペス・タルソ （en:Ignacio López Tarso） - フェルナンド・ソレール （en:Fernando Soler） - クラウディオ・ブルック （en:Claudio Brook） - ペドロ・アルメンダリス （en:Pedro Armendáriz） - シルヴィア・ピナル （en:Silvia Pinal） - コルンバ・ドミンゲス （en:Columba Domínguez） - グロリア・マリン （en:Gloria Marín） - サラ・ガルシア （en:Sara García） - ミロスラヴァ・ステルン （en:Miroslava Stern） - ホアキン・コルデロ （en:Joaquín Cordero） - エドゥアルド・ヴェラステーギ （en:Eduardo Verástegui） - エリック・スタール （en:Erik Stahl） - マリオン・デ・ラゴス （en:Marión de Lagos） - コンスタンサ・オール （en:Constanza Hool） |

#### 映画監督
| - ルイス・ブニュエル （en:Luis Buñuel） - エドゥアルド・バラサ （en:Eduardo Barraza） - フアン・ブスチロ・オーロ （en:Juan Bustillo Oro） - サルバドール・カラスコ （en:Salvador Carrasco） - カルロス･カレラ （en:Carlos Carrera） - フェリペ・カザルス （en:Felipe Cazals） - アルベルト・コルテス （en:Alberto Cortés） - ラファエル・コルキディ （en:Rafael Corkidi） - アラン・コトン （en:Alan Coton） - アルフォンソ・キュアロン （en:Alfonso Cuarón） - カルロス・キュアロン （en:Carlos Cuarón） - ギレルモ・デル・トロ （en:Guillermo del Toro） - フェルナンド・エインビッケ （en:Fernando Eimbcke） - エミリオ・フェルナンデス （Emilio ("El Indio") Fernández） - フェルナンド・デ・フェンテス （en:Fernando de Fuentes） - ホルヘ・フォンス （en:Jorge Fons） - ロベルト・ガヴァルドン （en:Roberto Gavaldón） - セルヴァンド・ゴンザレス （en:Servando González） - アレハンドロ・ゴンサレス・イニャリトゥ （en:Alejandro González Iñárritu） - アルフレード・グロッラ （en:Alfredo Gurrola） - フリアン・エルナンデス （en:Julián Hernández） - アレハンドロ・ホドロフスキー （en:Alejandro Jodorowsky） | - レオポルド・ラボルデ （en:Leopoldo Laborde） - ポール・ルデュク （en:Paul Leduc） - エーヴァ・ロペス・サンチェス （en:Eva López Sánchez） - マリア・ノヴァロ （en:María Novaro） - ガブリエル・レテス （en:Gabriel Retes） - カルロス・レイガダス （en:Carlos Reygadas） - フアン・アントニオ・デ・ラ・リーヴァ （en:Juan Antonio de la Riva） - アルトゥーロ・リプスタイン （en:Arturo Ripstein） - イスマエル・ロドリゲス （en:Ismael Rodriguez） - フリオ・ブラーチョ （en:Julio Bracho） - カルロス・サルセス （en:Carlos Salces） - アントニオ・セラーノ （en:Antonio Serrano） - マリオ・シスタチ （en:Maryse Sistach） - ギタ・シフェール （en:Guita Schiffer） - アレハンドロ・スプリンガル （en:Alejandro Springall） - サルヴァドール・トスカーノ （en:Salvador Toscano） - ルイス・マンドーキ - ギジェルモ・アリアガ - フアン・ロペス・モクテズマ （fr:Juan López Moctezuma） |

## 註
1. ↑  Mora, Carl J. Mexican Cinema: Reflections of a Society 1896-1988, p. 5,6. Berkeley: University of California Press, 1989. ISBN 0-520-04304-9
2. ↑  Mora p. 17-21
3. ↑  A Century of Mexican Cinema by David Wilt

## 参考書籍
- Mora, Carl J. Mexican Cinema: Reflections of a Society, 1896-2004, Berkeley: University of California Press, 3rd edition 2005. ISBN 0786420839
- Maciel, David R. Mexico's Cinema: A Century of Film and Filmmakers,  Wilmington, DE: SR Books, 1999. ISBN 0-8420-2682-7
- Noble, Andrea, Mexican National Cinema, Taylor & Francis, 2005, ISBN 0415230101

## 関連事項
- ワールド・シネマ （en:World cinema）
- メキシコ映画の一覧 （en:List of Mexican films）
- Category:メキシコの映画作品
- メキシコ映画芸術科学アカデミー （en:Academia Mexicana de Artes y Ciencias Cinematográficas）
- アリエル賞 （en:Ariel Award）
- サルヴァドール・トスカノ （en:Salvador Toscano）